# Gab
Gab是一家美国的另类科技和社交网络服务，以其极右翼用户群闻名，总部位于宾夕法尼亚州。

## 歷史
Gab成立于2016年，于2017年5月公开发布。
2019年7月，Gab将其软件基础设施切换到了免费开源社交网络服务平台Mastodon的一个分支。Mastodon发表了一份声明，抗议并谴责Gab试图“通过隐藏在言论自由的旗帜下变现并为种族主义内容提供平台”。

## 營運模式
Gab的功能类似于Twitter，用户可以发布帖子、发起私人聊天、加入群组、直播和购买产品。
Gab还维护电子邮件服务、短信服务、新闻聚合网站、广告平台、网页浏览器和允许用户在第三方网站上进行评论的浏览器扩展。

## 爭議
Gab 声称平台促进言论自由、个人自由、“在线信息自由流动”和基督教价值观。
然而，研究人员和记者将这些说法，视为对其极端主义生态系统的掩盖，並指出Gab已经“多次与导致现实世界暴力事件的激进主义联系在一起”。

### 用戶群
Gab被广泛描述为新纳粹主义者、种族主义者、白人至上主义者、白人民族主义者、反犹太主义者、极右翼分子、唐纳德·特朗普支持者、保守派、右翼自由意志主义者以及匿名者Q等阴谋论信奉者的避风港。
Gab同時吸引了那些被其他社交媒体平台封禁的用户和群体，以及寻求主流社交媒体替代品的用户。

### 極端主義
反犹太主义在Gab的内容中占据显著地位，该公司本身也曾发表反犹太言论，其首席执行官安德鲁·托巴曾推动白人種族滅絕陰謀論。
Gab在2018年10月匹兹堡犹太教堂枪击案后，受到了广泛的公众关注；袭击者罗伯特·格列高利·鲍尔斯（Robert Gregory Bowers）在该平台上发布了极端的反犹太主义言论，并在枪击事件前发布表明他立即打算造成伤害的消息。
枪击事件后，Gab被其托管提供商终止服务，并遭到几个支付处理机构拒绝服务，因而暂时下线。
2021年，Gab是计划于1月6日发动2021年美国国会大厦袭击事件的平台之一。

## 中國大陸封鎖
依據GreatFire測試，其網站在中國大陸被當局的網墻封鎖，即當地網民無法正常訪問該網站，2020年11月或更早起遭受封鎖至今。